# 대전복수고등학교
대전복수고등학교(大田福守高等學校)는 대한민국 대전광역시 서구 복수동에 있는 공립 고등학교이다.

## 학교 연혁
- 2008년 12월 16일 : 학교 설립인가(31학급)
- 2009년 1월 23일 : 7학급 배정(도움반 1학급 포함)
- 2009년 3월 1일 : 초대 박상호 교장 취임
- 2009년 3월 3일 : 개교 및 제1회 입학식(남자 107명, 여자 100명 계 207명)
- 2009년 8월 3일 : 교육과학기술부 지정 교과교실제 교육과정혁신학교 선정
- 2019년 12월 5일 : 2020고교학점제 연구학교 지정
- 2023년 9월 1일 : 제9대 김용기 교장 부임
- 2024년 1월 2일 : 제13회 졸업식(8학급 190명)
- 2024년 3월 4일 : 제16회 입학식(8학급 213명)

## 참고 자료
- 대전복수고등학교 - 한국교육학술정보원 학교알리미